# Gregg Sulkin
Gregg Sulkin (n. 29 mai 1992) este un actor englez, cunoscut pentru rolul lui William Wagner din filmul Liceul Avalon ("Avalon High") și pentru rolul lui Mason Greyback din Magicienii din Waverly Place ("Wizards of Waverly Place").